# 1953 en Israël
Chronologie d'Israël (en)
- 1949
- 1950
- 1951
- 1952
- 1953
- 1954
- 1955
- 1956
- 1957

Cette page concerne les évènements survenus en 1953 en Israël  :

## Évènement
- 27 mars : Entrée en vigueur de l'accord de réparations entre l'Allemagne fédérale et Israël.
- 22 septembre-14 octobre : Exposition spécialisée de Jérusalem
- 12 octobre : Attaque de Yehud (en)
- 14-15 octobre : Massacre de Qibya
- 24 novembre : Résolution 101 du Conseil de sécurité des Nations unies

## Sport
- Saison de football israélien 1952-1953 (en)
- Saison de football israélien 1953-1954 (en)

## Création
- Académie de la langue hébraïque
- Avital (en)
- Beit Hilkia (en)
- Dishon (en)

## Dissolution - Fermeture
- Ashdot Ya'akov (en)
- Hapoel Dror Haifa F.C. (en)
- Maccabi Rishon LeZion F.C. (en)

## Naissance
- Eli Y. Adashi (en), chercheur.
- Nilly Dagan (he), poétesse.
- Kobi Finkler (he), journaliste.
- Dorit Peleg (he), écrivaine.
- Dorit Sade (he), chanteuse.

## Décès
- Zelig Reuven Bengis (he), rabbin.
- Moshé Smilanski, écrivain.
- Eleazar Sukenik, archéologue.